# Irlands fodboldforbund
 Ikke at forveksle med Irish Football Association.
Football Association of Ireland (FAI) (irsk: Cumann Peile na hÉireann) er Irlands nationale fodboldforbund og dermed det øverste ledelsesorgan for fodbold i landet. Det administrerer FAI Cuppen, Football League of Ireland Cup, FAI League of Ireland og landsholdet og samarbejder desuden med nordirske IFA om organiseringen af den fælles Setanta Sports Cup.
Forbundet blev dannet i 1921 som bestyrer af fodbold i den irske fristat. Det blev medlem af FIFA i 1923 og medlem af UEFA i 1958.

## Ekstern henvisning
- FAI.ie

| Fodbold | Spire Denne artikel om en fodboldorganisation er en spire som bør udbygges. Du er velkommen til at hjælpe Wikipedia ved at udvide den. |